# Christophe Delmotte
Pour les articles homonymes, voir Delmotte.
Christophe Delmotte, né le 9 juin 1969 à Comines (Belgique), est un  ancien footballeur franco-belge qui a évolué au poste de défenseur, reconverti en entraîneur.
Après avoir été l'entraîneur adjoint de Jean-Guy Wallemme au RC Lens entre 2008 et 2010, il devient entraîneur de l'équipe des moins de 19 ans de l'Olympique lyonnais de juillet 2011 à juin 2013.

## Biographie

### Carrière de joueur
Il joue en équipe de jeunes puis en équipe première jusqu’en 1990 à l’US Tourcoing en division 4 national.
Il joue lors de la saison 1990-1991 à l'Entente sportive de Wasquehal où il participe à un match de gala face au PSG en 1991 lors d'un 32e de finale de coupe de France disputé au stade Arthur Buyse. Ce jour-là, lui et son équipe sont battus sur un penalty discutable de Safet Susic, alors qu'auparavant son coéquipier, Reynald Descarpentries, avait touché du bois sur un tir en pivot (51e).
Il débute à Lens lors de la saison 1991-92, où il inscrit notamment 2 buts en 14 matches de championnat.
Après 2 saisons passées au Racing Club de Lens, il joue successivement au CS Sedan Ardennes, puis à l'AS Cannes.
Il revient à Lens pour 2 saisons avant d'être transféré à l'Olympique lyonnais, où il reste pendant 7 saisons, de 1997 à 2004. Avec le club rhodanien, il remporte notamment trois titres de champion de France et découvre la Ligue des Champions. C'est durant cette période qu'on le surnomme aussi Toph' Delmotte
La fin de son séjour à Lyon est cependant gâchée par des blessures à répétition (dont une fracture de la malléole face à l'OGC Nice qui le voit quitter le terrain en marchant), c'est ainsi que lors de la saison 2003-2004, tout juste remis de sa dernière blessure, il ne joue que la dernière journée de championnat, lui permettant ainsi d'être champion de France, joli cadeau avant son départ du club.
Il signe alors au Stade de Reims, de retour en Ligue 2 où il évolue au poste de défenseur entre 2004 et 2006. Il est très apprécié des supporters rémois et réalise deux saisons pleines.
En 2006, Christophe Delmotte finit par revenir à Lyon pour terminer sa carrière de footballeur dans le club amateur de l'AS Saint-Priest.
Delmotte était réputé pour ses qualités mentales (grâce auxquelles il marquera le but de la victoire à la 90e minute du derby Olympique lyonnais - ASSE le 21 décembre 2000), son gabarit imposant (1,88 mètre pour 88 kilos), et sa vitesse. 

### Carrière d'entraîneur
Il passe ensuite ses diplômes d'entraîneur et se voit nommé entraîneur-adjoint du Racing Club de Lens le 27 mai 2008, en soutien de Jean-Guy Wallemme. Deux ans plus tard, il prend le poste de superviseur des adversaires du club lensois.
Le 18 juillet 2011, Delmotte revient à Lyon en prenant en charge l'équipe des moins de 19 ans de l'Olympique lyonnais.
Le 4 juin 2013, il est nommé entraineur adjoint d'Erick Mombaerts au Havre.
Durant l'été 2014, il rejoint Canal+ en étant notamment présent dans l'émission Les Spécialistes diffusée sur Canal+Sport le lundi en fin d'après midi.
Le 5 juillet 2017, il est nommé entraîneur de l'équipe réserve du Valenciennes FC qui évolue en Régional 1 (6e division). Le 5 novembre 2021, à la suite du licenciement d'Olivier Guégan, il est nommé entraîneur de l'équipe première du VAFC.
Le 24 juin 2022, il rejoint le FC Metz en devenant entraîneur adjoint de l'équipe première aux côtés de László Bölöni. À l'issue de la saison 2022-2023, le FC Metz est promu en Ligue 1. En septembre 2023, le club annonce la prolongation du contrat de Bölöni et de ses adjoints, dont Delmotte, de juin 2024 à juin 2025. Le 8 octobre 2024, il devient le nouvel entraîneur de l'équipe réserve du FC Metz dans le championnat de National 3 en succédant à Sylvain Marchal.
Peu après la fin de son contrat avec Metz, en juillet 2025, il est nommé, le 5 août, entraîneur adjoint de l'Équipe de France espoirs de football .

## Palmarès
- Champion de France en 2002, 2003 et 2004 avec l'Olympique lyonnais
- Vainqueur de la Coupe de la Ligue en 2001 avec l'Olympique lyonnais
- Vainqueur de la Coupe Intertoto en 1997 avec l'Olympique lyonnais
- Vice-champion de France en 2001 avec l'Olympique lyonnais

## Statistiques
| Saison      | Club               | Pays   | Division | Championnat | Buts   | Coupes d'Europe   | Buts   |
| ----------- | ------------------ | ------ | -------- | ----------- | ------ | ----------------- | ------ |
| 1991 - 1992 | RC Lens            | France | Ligue 1  | 14 matchs   | 2 buts | -                 | -      |
| 1992 - 1993 | RC Lens            | France | Ligue 1  | 16 matchs   | 0 but  | -                 | -      |
| 1993 - 1994 | CS Sedan-Ardennes  | France | Ligue 2  | 42 matchs   | 5 buts | -                 | -      |
| 1994 - 1995 | AS Cannes          | France | Ligue 1  | 37 matchs   | 3 buts | C3 / 4 matchs     | 0 but  |
| 1995 - 1996 | RC Lens            | France | Ligue 1  | 38 matchs   | 3 buts | C3 / 6 matchs     | 2 buts |
| 1996 - 1997 | RC Lens            | France | Ligue 1  | 37 matchs   | 3 buts | C3 / 2 matchs     | 0 but  |
| 1997 - 1998 | Olympique lyonnais | France | Ligue 1  | 32 matchs   | 1 but  | C3 / 3 matchs     | 0 but  |
| 1998 - 1999 | Olympique lyonnais | France | Ligue 1  | 29 matchs   | 1 but  | C3 / 7 matchs     | 0 but  |
| 1999 - 2000 | Olympique lyonnais | France | Ligue 1  | 26 matchs   | 2 buts | C1+C3 / 6 matchs  | 0 but  |
| 2000 - 2001 | Olympique lyonnais | France | Ligue 1  | 18 matchs   | 2 buts | C1 / 7 matchs     | 1 but  |
| 2001 - 2002 | Olympique lyonnais | France | Ligue 1  | 26 matchs   | 5 buts | C1+C3 / 10 matchs | 2 buts |
| 2002 - 2003 | Olympique lyonnais | France | Ligue 1  | 18 matchs   | 1 but  | C1+C3 / 4 matchs  | 0 but  |
| 2003 - 2004 | Olympique lyonnais | France | Ligue 1  | 1 match     | 0 but  | -                 | -      |
| 2004 - 2005 | Stade de Reims     | France | Ligue 2  | 35 matchs   | 5 buts | -                 | -      |
| 2005 - 2006 | Stade de Reims     | France | Ligue 2  | 36 matchs   | 1 but  | -                 | -      |

- 292 matchs et 23 buts en Ligue 1
- 113 matchs et 11 buts en Ligue 2
- 16 matchs et 3 buts en Ligue des Champions
- 33 matchs et 2 buts en Coupe de l'UEFA
- 8 matchs en Coupe Intertoto

### Source
- Marc Barreaud, Dictionnaire des footballeurs étrangers du championnat professionnel français (1932-1997), L'Harmattan, 1997.